# Вайосіна (містечко, Вісконсин)
Вайосіна (англ. Wyocena) — місто (англ. town) в США, в окрузі Колумбія штату Вісконсин. Населення — 1756 осіб (2020).

## Демографія
Згідно з переписом 2010 року, у місті мешкало 1666 осіб у 675 домогосподарствах у складі 506 родин. Було 810 помешкань
Расовий склад населення:
| - 98,7 % — білих - 0,4 % — азіатів - 0,2 % — вихідців з тихоокеанських островів - 0,2 % — чорних або афроамериканців - 0,1 % — корінних американців |

До двох чи більше рас належало 0,4 %. Частка іспаномовних становила 0,6 % від усіх жителів.
За віковим діапазоном населення розподілялося таким чином: 22,5 % — особи молодші 18 років, 61,8 % — особи у віці 18—64 років, 15,7 % — особи у віці 65 років та старші. Медіана віку мешканця становила 45,7 року. На 100 осіб жіночої статі у місті припадало 103,9 чоловіків;  на 100 жінок у віці від 18 років та старших — 101,1 чоловіків також старших 18 років.
Середній дохід на одне домашнє господарство  становив 82 388 доларів США (медіана — 77 986), а середній дохід на одну сім'ю — 85 412 долари (медіана — 84 125). Медіана доходів становила 56 528 доларів для чоловіків та 40 139 доларів для жінок. За межею бідності перебувало 8,4 % осіб, у тому числі 16,0 % дітей у віці до 18 років та 7,2 % осіб у віці 65 років та старших.
Цивільне працевлаштоване населення становило 838 осіб. Основні галузі зайнятості: виробництво — 21,4 %, освіта, охорона здоров'я та соціальна допомога — 14,3 %, будівництво — 10,3 %, роздрібна торгівля — 9,5 %.